# Tall Tales Taste Like Sour Grapes
Tall Tales Taste Like Sour Grapes è una canzone della art rock band Fair to Midland. È contenuta nell'album Fables from a Mayfly: What I Tell You Three Times Is True, e fu pubblicata come secondo singolo nel 2007. Originariamente fu pubblicata in Selections From Fables From a Mayfly.

## Tracce
Testi di Darroh Sudderth.
1. Tall Tales Taste Like Sour Grapes (versione radio) – 3:35
2. Tall Tales Taste Like Sour Grapes (versione album) – 4:03